# Walisische Badmintonmeisterschaft 1998
Die Walisische Badmintonmeisterschaft 1998 fand in Porthmadog statt. Es war die 46. Austragung der nationalen Titelkämpfe im Badminton in Wales.

## Titelträger
| Disziplin    | Sieger                            |
| ------------ | --------------------------------- |
| Herreneinzel | John Leung                        |
| Dameneinzel  | Kelly Morgan                      |
| Herrendoppel | Andrew Groves-Burke Geraint Lewis |
| Damendoppel  | Gail Osborne Kelly Morgan         |
| Mixed        | John Leung Kelly Morgan           |

1. ↑  Badminton Europe listet im Gegensatz zu Badminton Wales Gail Osborne und Katy Howell als Siegerinnen.